# Tiberius Sempronius Longus
Pour les articles homonymes, voir Sempronius Longus.
Tiberius Sempronius Longus (vers 260 av. J.-C. - 210 av. J.-C.) était un consul romain durant la deuxième guerre punique et le contemporain de Publius Cornelius Scipio.
En 218 av. J.-C., à la suite de la prise de Sagonte par Hannibal, le consul Tiberius Sempronius Longus est envoyé en Afrique avec 160 quinquérèmes afin de renforcer les positions romaines en Sicile et préparer un siège contre Carthage, pendant que Publius Cornelius Scipio est envoyé en Hispanie pour intercepter le général carthaginois. Peu après son arrivée en Sicile à la base navale de Lilybée, au large de laquelle la flotte romaine s'est débarrassée de la flotte carthaginoise avec l'aide du roi Hiéron II, il se dirige vers l'île de Malte dominée par les Carthaginois où, dès son débarquement, on lui livre le commandant carthaginois et ses troupes. De retour en Sicile, il en prépare la défense côtière, laissant sur place un préteur, M. Aemilius, pourvu d'une flotte de cinquante navires. Il est ensuite rappelé par le Sénat en Italie pour secourir Publius Cornelius Scipio dont les troupes ont été défaites par Hannibal à la bataille du Tessin au cours de laquelle Publius Cornelius Scipio a été sérieusement blessé.
Tiberius Sempronius Longus rejoint son collègue retranché au bord de la Trébie à la mi-décembre et, contre l'avis de celui-ci, engage les troupes romaines contre les Carthaginois. Impatient et stimulé par un premier succès militaire, Tiberius Sempronius Longus cède aux provocations d'Hannibal et conduit les Romains à la défaite de la Trébie, qualifiée de désastre par Tite-Live, parlant de la déroute des forces romaines. L'armée romaine se trouve en effet prise au piège par les troupes d'élite de Magon, frère d'Hannibal, disposées en embuscade. Tiberius Sempronius Longus réussit cependant à se réfugier à Plaisance avec 10 000 hommes, grâce à un passage en force à travers les lignes ennemies.
En janvier 217 av. J.-C., au prix d'un voyage téméraire, Tiberius Sempronius Longus réussit à atteindre Rome où il supervise les comices consulaires pour l'élection des nouveaux consuls. Caius Flaminius Nepos et Cneius Servilius Geminus sont désignés à cette charge. Tiberius Sempronius Longus rejoint son armée dans ses quartiers d'hiver. En mars de cette année, Hannibal, renonçant à passer les Apennins, revient vers Plaisance où il affronte à nouveau Tiberius Sempronius Longus dans une bataille qui ne voit pas de vainqueur. À la suite de celle-ci, Tiberius Sempronius Longus se retire à Lucques et Hannibal en Ligurie. Il est remplacé au consulat et à la tête de son armée par Caius Flaminius Nepos qui prend possession de celle-ci à Arminum.
En été 215 av. J.-C., Tiberius Sempronius Longus combat victorieusement Hannon à Grumentum, dans une bataille où les Carthaginois perdent 2 000 hommes, repoussant Hannon et ses troupes de la Lucanie au Bruttium, permettant la reconquête par les Romains des villes samnites de Vercellium, Vescellium et Sicilinum.
Son fils, également nommé Tiberius Sempronius Longus, sera consul en 194 av. J.-C.